# Sarcococca longifolia
Sarcococca longifolia är en buxbomsväxtart som beskrevs av M. Cheng och K.F. Wu. Sarcococca longifolia ingår i släktet Sarcococca och familjen buxbomsväxter. Inga underarter finns listade i Catalogue of Life.